# Tony Gatlif
Tony Gatlif, nome d'arte di Michel Dahmani (Algeri, 10 settembre 1948), è un regista, sceneggiatore, compositore, attore e produttore cinematografico francese.
Ha vinto il premio per la miglior regia al Festival di Cannes 2004 con il film Exils e due volte il Premio César per la migliore musica da film, nel 1999 con Gadjo dilo - Lo straniero pazzo e nel 2001 con Vengo - Demone flamenco.

## Biografia
Tony Gatlif è nato ad Algeri, nell'allora Algeria francese, il 10 settembre del 1948 da padre cabilo e da madre di etnia rom. Si trasferisce con la famiglia in Francia nel 1960, durante la Guerra d'Algeria. Grazie ad un corso d'arte drammatica dal riformatorio arriva ad incontrare l'attore Michel Simon nel 1966. Quindi recita a teatro fino a realizzare il suo primo film nel 1975, La tête en ruines.
Nel 1981 inizia il tema che approfondirà di film in film: i Rom.

## Filmografia parziale

### Attore

#### Cinema
- Appuntamento con l'assassino (L'agression), regia di Gérard Pirès (1975)

### Regista

#### Cinema
- La terre au ventre (1978)
- L'uomo perfetto (Les princes) (1983)
- La ragazza senza fissa dimora (Rue du départ) (1986)
- Gaspard e Robinson (Gaspard et Robinson) (1990)
- Latcho Drom (1993)
- Mondo (1995)
- Gadjo dilo - Lo straniero pazzo (Gadjo Dilo) (1997)
- Sono nato da una cicogna (Je suis né d'une cigogne) (1999)
- Vengo - Demone flamenco (Vengo) (2000)
- Swing (Swing) (2002)
- Exils (2004)
- Transylvania (2006)
- Liberté (Korkoro) (2009)
- Indignados (2012) documentario
- Geronimo (2014)
- Djam (2017)